# サヨナラ (佐藤ひろ美の曲)
「サヨナラ」は、佐藤ひろ美の楽曲。佐藤本人が作詞・作曲を手掛けた。佐藤のメジャー12枚目、および通算21枚目のシングルとして2007年8月24日にb-fairy recordsから発売された。

## 概要
佐藤のソロシングルとしては前作「Venus Dream」以来、約8か月半ぶりのリリースとなる。
表題曲の「サヨナラ」はWOWOWアニメ『ムシウタ』のエンディングテーマに使用された。本人がシングル表題曲を作詞・作曲を手掛けるのは「冬恋」（『Sugar season vol.4 〜冬恋〜』収録）以来、1年8か月ぶりとなる。
カップリング曲の「REVOLUTION -超革命-」は、トレーディングカードゲーム『プロジェクト レヴォリューション』のイメージソングに採用された。
ジャケットには、『ムシウタ』に登場するキャラクターである杏本詩歌、立花利奈、堀崎梓の3人が描かれている。イラストは同作のキャラクターデザインを手掛けた神本兼利による描き下ろしとなっている。

## チャート成績
前作「Venus Dream」同様、オリコン週間チャート148位を記録した。

## シングル収録内容
| 全作詞: 佐藤ひろ美。 |                                  |            |            |            |      |
| #                    | タイトル                         | 作詞       | 作曲       | 編曲       | 時間 |
| 1.                   | 「サヨナラ」                     | 佐藤ひろ美 | 佐藤ひろ美 | 鈴木マサキ | 4:02 |
| 2.                   | 「REVOLUTION -超革命-」          | 佐藤ひろ美 | 宮崎京一   | ms-jacky   | 3:55 |
| 3.                   | 「サヨナラ」(karaoke)            | 佐藤ひろ美 |            |            | 4:02 |
| 4.                   | 「REVOLUTION -超革命-」(karaoke) | 佐藤ひろ美 |            |            | 3:55 |
| 合計時間:            | 合計時間:                        | 合計時間:  | 合計時間:  | 15:54      |      |

## 収録アルバム
| 曲名                | 収録アルバム                     | 発売日        | 備考 |
| ------------------- | -------------------------------- | ------------- | ---- |
| サヨナラ            | メリー!メリーゴーランド          | 2009年2月4日  |      |
| サヨナラ            | 佐藤ひろ美 THE BEST -Ever Green- | 2010年9月22日 |      |
| REVOLUTION -超革命- | メリー!メリーゴーランド          | 2009年2月4日  |      |
| REVOLUTION -超革命- | 佐藤ひろ美 THE BEST -Ever Green- | 2010年9月22日 |      |